# Dark (álbum)
Dark es el quinto disco de estudio de la banda argentina Los 7 delfines. El mismo fue editado en 1997, a través de su propio sello, L7D Records. Contó con la participación de los músicos Diego Soto en la guitarra y Germán Lentino en el bajo. La prensa calificó al material como "el mejor disco de la banda". 

## Lista de temas
1. Lunes
2. Allá
3. Enloquecida
4. Sed
5. Oscura
6. Meteoro
7. Sin motivos
8. DienteXdiente
9. Sádica
10. Sirenas